# Автоматична междупланетна станция
Автоматичната междупланетна станция (АМС) – е безпилотен космически апарат, който е предназначен за полет в междупланетното пространство (не по геоцентрична орбита) за изпълнение на различни поставени задачи.
Докато страните, които имат свой собствен околоземен космически апарат са няколко десетки, много по-сложните технологии на междупланетни станции са усвоили само няколко страни – Русия, САЩ, страните от Европа – членовете на ЕКА, Япония, Индия, Китай.

## Комуникация
Събраната от апаратурата информация се предава към Земята чрез радиовръзка. Обикновено връзката е двустранна, като по този начин могат да се управляват космическите апарати. Голямото разстояние до тях изисква те да притежават максимално възможна автономност на работа.

## История
Първата автоматична междупланетна станция е Луна 1, която прелита близо до Луната. Други известни са Вояджер, серията Луна, Маринър и други.
Рекорд по продължителност на работа е Пионер-6, пуснат през 1965 г. Последният сеанс с нея е проведен през 2000 година.
- Автоматични междупланетни станции
- „Маринър 9“
- „Вояджър 2“ в космоса (рисунка)
- „Касини-Хюйгенс“ излиза на орбита около Сатурн (рисунка)
- „Дийп Импакт“ до кометата 9P/Темпел (рисунка)
- „Розета“ и „Филе“ до кометата Чурюмов—Герасименко (рисунка)
- „Нови хоризонти“ в системата на Плутон—Харон (рисунка)
- Юнона на орбита около Юпитер (рисунка)

## Известни автоматични междупланетни станции

### Луна 9
Първият изкуствен обект, приземил се меко на Луната.

### Луна 3
Първата станция, която фотографира обратната страна на Луната през 1959 г.

### Луна 16
Първият робот, кацнал на Луната и върнал обратно проби от повърхността ѝ.

### Луноход 1
Първата автоматична станция, доставена на Луната и придвижвала са по повърхността ѝ. Изпратена на Луната на 10 ноември 1970 г.

### Маринър 10
Първият кораб към Меркурий.

### Венера 4
Първи успешен анализ на друга планета.

### Венера 7
Венера 7 е първият апарат, успешно кацнал на друга планета (Венера) и изпратила данни към Земята за нея.

### Маринър 9
След достигането си до Марс през ноември 1971 година Маринър 9 става първата междупланетна станция, която поддържа орбита около друга планета.

### Марс 3
Първо меко кацане на Марс. Апаратът излиза от строя малко след кацането.

### Пионер 10
Първа проба към Юпитер.
Загубва се радиовръзката със сондата през януари 2003 година поради загуба на електрическото захранване на разстояние 12 милиарда километра от Земята.

### Вояджър 1
Вояджър 1 е 733-килограмов космически апарат, изстрелян на 5 септември 1977 година Преминава покрай Юпитер и Сатурн и е първият апарат, доставил снимки на техните спътници. Двата кораба трябва да напуснат пределите на Слънчевата система и да се отправят към звездите. На двата апарата от космическата програма Вояджър е поставена златната плоча на Вояджър. Поради размерите на кораба, огромният период от време до достигане на друга звезда, тази плоча има по-скоро символично значение като капсула на времето. На тази плоча в концентриран вид са дадени информации за Земята, както и 90-минутен запис на различни образци от музикални произведения. Едно от тях е песента Излел е Делю хайдутин.

### Вояджър 2
Вояджър 2 е космически апарат, изстрелян на 20 август 1977 г. по програмата Вояджър на НАСА. Идентичен е спрямо Вояджър 1. Апаратът посещава планетите Юпитер, Сатурн, Уран и Нептун.
|  | Тази страница частично или изцяло представлява превод на страницата „Автоматическая межпланетная станция “ в Уикипедия на руски. Оригиналният текст, както и този превод, са защитени от Лиценза „Криейтив Комънс – Признание – Споделяне на споделеното“, а за съдържание, създадено преди юни 2009 година – от Лиценза за свободна документация на ГНУ. Прегледайте историята на редакциите на оригиналната страница, както и на преводната страница, за да видите списъка на съавторите. ВАЖНО: Този шаблон се отнася единствено до авторските права върху съдържанието на статията. Добавянето му не отменя изискването да се посочват конкретни източници на твърденията, които да бъдат благонадеждни. |